# Beatrice Rigoni
Beatrice Rigoni (Abano Terme, 1º agosto 1995) è una rugbista a 15 italiana, mediano d'apertura del Sale Sharks.

## Biografia
Cresciuta nelle giovanili miste del Petrarca, passò nel 2007 a 12 anni nel Valsugana, società dotata di settore femminile.
Con tale squadra esordì in serie A ancora prima di avere compiuto 18 anni e, nel 2014, appena maggiorenne, fu chiamata in Nazionale per il Sei Nazioni, esordendo contro il Galles a Port Talbot in una vittoria per 12-11; nell'ultima partita del torneo, contro l'Inghilterra a Rovato, tuttavia, si ruppe i legamenti del ginocchio e dovette interrompere l'attività sportiva per recuperare la funzionalità dell'articolazione.
In quello stesso anno, terminati gli studi superiori, intraprese quelli di farmacia all'università di Padova.
L'anno successivo fu di nuovo tra le protagoniste nel Sei Nazioni contro il Galles, battuto a Padova 22-5 e, a fine stagione, giunse anche il primo scudetto con il Valsugana; nella stagione successiva giunse la qualificazione alla Coppa del Mondo di rugby femminile 2017 e il secondo scudetto con il club padovano.
Nel 2017 giunse, oltre al terzo scudetto consecutivo, anche la convocazione per la Coppa del Mondo in Irlanda.
Nel biennio 2020-21 rimase inattiva al pari delle sue colleghe in Italia per via della sospensione dei campionati dovuta alla pandemia di COVID-19; al ritorno all'attività vinse ulteriori due scudetti con Valsugana, inframmezzati dalla presenza alla Coppa del Mondo 2021 in Nuova Zelanda, rinviata di un anno e disputata nel 2022 per le emergenze mediche legate alla citata pandemia; dal 2023 milita nell'inglese Sale Sharks.
Fa anche parte delle convocate della squadra italiana alla Coppa del Mondo 2025 in programma in Inghilterra.

## Palmarès
- Campionati italiani: 5
Valsugana: 2014-15, 2015-16, 2016-17, 2021-22, 2022-23